# Community land trust
Un community land trust (CLT) è un trust fondiario che mira a garantire alla comunità circostante la  disponibilità a lungo termine di alloggi a prezzi accessibili.

## Caratteristiche principali del Community Land Trust
Il Community Land Trust (CLT) è un modello equo e sostenibile di sviluppo delle comunità e di edilizia alloggiativa a prezzi accessibili  che si è lentamente diffuso negli Stati Uniti nel corso degli ultimi 30 anni. Il modello CLT fu ideato negli Stati Uniti da Robert Swann. Il primo CLT fu fondato nel 1967 ad Albany, Georgia da Robert Swann e Slater King, che cercavano un modo per garantire un accesso sicuro alla terra per gli agricoltori afroamericani.

## Storia
Secondo il sito web della EF Schumacher Society, "Swann fu ispirato da Ralph Borsodi e dal suo lavoro con JP Narayan e Vinoba Bhave, entrambi seguaci di Gandhi. Vinoba camminava di villaggio in villaggio nelle zone rurali dell'India negli anni 1950 e negli anni 1960, raccogliendo la gente e chiedendo a coloro che avevano più terra del necessario di darne una porzione ai loro fratelli e sorelle più poveri.  L'iniziativa divenne conosciuta come il movimento Bhoodan o per il dono della terra, e molti dei leader dell'India parteciparono a queste camminate.
Alcuni dei nuovi proprietari, però, si scoraggiarono.  Senza strumenti per lavorare la terra e semi da piantare, senza un sistema creditizio a buon mercato per l'acquisto di tali necessità, la terra era per loro inutile.  Ben presto rivendettero i loro titoli di proprietà ai grandi proprietari terrieri e partirono per le città. Vinoba alterò di conseguenza il sistema the Bhoodan trasformandolo in Gramdan o sistema basato sul villaggio.  Tutti i terreni donati rimasero successivamente in proprietà al villaggio stesso.  Il villaggio avrebbe poi affittato le terre a coloro che erano in grado di lavorarle. Il contratto di locazione sarebbe scaduto se il terreno fosse rimasto inutilizzato.  Il movimento Gramdan ispirò una serie di trust regionali di villaggio che anticiparono i CLT degli Stati Uniti.
Il primo CLT negli SS.UU. permise agli agricoltori afroamericani del Sud rurale di accedere ai terreni agricoli e di lavorare con sicurezza.
Robert Swann lavorò con Slater King, cugino di Martin Luther King, per sviluppare New Communities ad Albany, nel Georgia. Nello strutturare l'organizzazione si fondarono sui documenti giuridici del Fondo Nazionale Ebraico.  Il Fondo iniziò ad acquistare terreni in Israele ad inizio Novecento, e detiene ora il 14% della terra in Israele. (La Israel Land Administration, che comprende terreni da parte del Fondo e di altre terre pubbliche, è responsabile del 93% del territorio israeliano.) Il Fondo aveva un'esperienza lunga e radicata nell'affitto di terreni a privati, cooperative e comunità intenzionali come i kibbutzim.  Swann e un gruppo di Albany si recarono in Israele nel 1960 per esaminare i risultati di questo metodo di locazione. Decisero per un modello che includeva affittanze individuali di fattorie e canoni di locazione cooperativi per terreni agricoli.  Il gruppo acquistò poi un'azienda agricola di 5000 acri (2000 ettari ovvero 20 km2) nel Georgia, sviluppò un piano per la terra, e la affittò a un gruppo di agricoltori afroamericani.  I documenti legali sono stati testati e raffinati dagli anni 1960, e centinaia di CLT sono attualmente operativi, con molti altri in fase di pianificazione.  La perseveranza e la lungimiranza di quella squadra nel Georgia, motivata dal diritto degli agricoltori afroamericani a coltivare la terra in modo sicuro e conveniente, avevano dato inizio al movimento CLT negli Stati Uniti".
Swann fondò l'Institute for Community Economics nel 1973.  Nel 1980, l'ICE aveva iniziato a divulgare e revisionare il concetto di CLT.  Dal 1980 al 1990, Chuck Matthei, un attivista con radici nel movimento operaio cattolico e nel movimento pacifista, fu direttore esecutivo di ICE, con sede a Greenfield, Massachusetts, ora trasferita a Springfield, Massachusetts.  ICE anticipò i modelli moderni del CLT e del Community Loan Fund.  Durante il mandato di Chuck, il numero di CLT aumentò da una dozzina a più di 100 gruppi in 23 stati,  creando molte centinaia di unità abitative a prezzi accessibili in modo permanente, così come strutture commerciali e di servizio pubblico. Con i colleghi Chuck guidò lo sviluppo di 25 fondi di credito regionali e organizzò la National Association of Community Development Loan Funds, ora conosciuta come la National Community Capital Association. Dal 1985 al 1990, Chuck fu presidente fondatore dell'associazione e dal 1983 al 1988 lavorò come membro fondatore del CdA del Social Investment Forum, l'associazione professionale nazionale in materia di investimento socialmente responsabile.  Chuck lanciò anche uno sforzo nella prima metà degli anni 1980 per affrontare molte delle questioni giuridiche e operative sui CLTs che si generavano nell'incontro di banche, funzionari pubblici e altri con il crescente sforzo di creare tali organizzazioni comunitarie basate in tutto il paese.
Nel 2006, il San Francisco Community Land Trust (SFCLT) acquistò quello che allora era conosciuto come Palazzo Fong.  Qui, i residenti si erano organizzati dal 1998 per impedire la demolizione della loro casa da parte del San Francisco City College. Assistiti dall'Asian Law Caucus e dal Chinatown Community Development Center, l'edificio fu restaurato per diventare una cooperativa CLT nel luglio 2008.  Questa è la prima volta che il modello CLT è stato usato per evitare gli spostamenti di residenti attuali.

## Caratteristiche aggiuntive
Dal 1992, le peculiari caratteristiche di questo modello sono sancite dal diritto federale.  Vi sono differenze notevoli tra le 190 organizzazioni che si definiscono CLT, ma dieci caratteristiche principali si trovano nella maggior parte di essi.
1. Organizzazioni no-profit esentasse. Un CLT è un'organizzazione indipendente senza fine di lucro istituita legalmente nello stato in cui si trova.  La maggior parte dei CLT partono da zero, ma alcuni sono innestati su società non lucrative esistenti.  La maggior parte dei CLT mira le proprie attività a risorse verso attività caritatevoli come fornire alloggi per le persone a basso reddito e riqualificare i quartieri degradati.  Ciò li rende idonei a ricevere la designazione di organizzazione caritatevole dall'Internal Revenue Service statunitense.
2. Proprietà duale.  Una società no-profit (il CLT) acquisisce più parcelle di terreno in un'area geografica mirata con l'intenzione di conservare la proprietà di tali parcelle in perpetuo.  Ogni edificio che si trova già sul terreno o ivi successivamente costruito è venduto ad un singolo proprietario di abitazione, ad una cooperativa edilizia, ad un costruttore di alloggi per affitto senza scopo di lucro, o a qualche altro ente no-profit, governativo o di lucro.
3. Terra in locazione. Anche se i CLT si propongono di non rivendere mai la propria terra, essi ne prevedono l'uso esclusivo da parte dei proprietari degli edifici ivi situati.  Appezzamenti di terreno vengono trasmessi ai proprietari di case singole (o ai proprietari di altri tipi di strutture residenziali o commerciali) attraverso contratti di locazione fondiaria a lungo termine.  Questo contratto tra il proprietario terriero (il CLT) e il proprietario dell'edificio protegge gli interessi di quest'ultimo in materia di sicurezza, riservatezza, eredità ed equità, mentre fa rispettare gli interessi del CLT a conservare l'uso appropriato, l'integrità strutturale, e la disponibilità continuata a prezzi accessibili di eventuali edifici situati sul suo territorio.
4. Prezzi sempre accessibili. Il CLT mantiene un'opzione di riacquisto su qualsiasi struttura residenziale (o commerciale) situata sulla sua terra, se il proprietario dovesse scegliere di vendere.  Il prezzo di rivendita è fissato da una formula contenuta nel contratto di locazione del terreno progettata per dare ai proprietari di abitazione attuali una congrua remunerazione del loro investimento, dando al tempo stesso agli acquirenti futuri equo accesso ad un alloggio ad un prezzo accessibile.  In base alla progettazione e intenzionalmente, il CLT si impegna a preservare l'accessibilità economica delle abitazioni (e delle altre strutture) - un proprietario dopo l'altro, una generazione dopo l'altra, a tempo indeterminato.
5. Responsabilità perpetua.  Il CLT non scompare una volta che un edificio è venduto.  Come proprietario della terra sottostante e in qualità di titolare di un'opzione per riacquistare qualsiasi edificio situato sulla sua terra, il CLT ha un costante interesse per ciò che accade alle strutture e alle persone che le occupano.  Il contratto di locazione terreno richiede l'occupazione diretta da parte del proprietario e l'uso responsabile dei locali.  Qualora gli edifici diventino un pericolo, il contratto di locazione terreno dà al CLT il diritto di intervenire e imporre riparazioni.  In caso di insolvenza dei proprietari sui loro mutui, il contratto di locazione terreno dà al CLT il diritto di intervenire e curare l'insolvenza, evitando la preclusione sull'ipoteca. Il CLT rimane una delle parti del contratto, salvaguardando l'integrità strutturale degli edifici e la sicurezza residenziale degli occupanti.
6. Fondamento comunitario. Il CLT opera all'interno dei confini fisici di una località mirata.  È guidato dalle persone che considerano tale località la propria casa, e nei loro confronti è responsabile.  Qualsiasi adulto che risieda sulla terra del CLT e qualsiasi adulto che risieda nella zona considerata dal CLT la propria "comunità" può divenire socio votante del CLT.  Questa "comunità" può comprendere un solo quartiere, quartieri multipli, o, in alcuni casi, un intero paese, una città o provincia.
7. Controllo dei residenti. Due terzi del CdA di un CLT sono nominati, eletti e composti da persone che abitano sulla terra del CLT, oppure risiedono nella comunità circostante.
8. Governo tripartito. Il CdA del CLT "classico" è composto di tre parti, ognina formata da un numero eguale di seggi.  Un terzo del consiglio rappresenta gli interessi di coloro che affittano la terra dal CLT (i "rappresentanti dei locatari").  Un terzo rappresenta gli interessi della comunità circostante (i "rappresentanti generali").  Un terzo è costituito da funzionari pubblici, finanziatori locali, fornitori non profit di alloggi o di servizi sociali, e di altri individui preposti a rappresentare l'interesse pubblico ("rappresentanti pubblici").  Il controllo del CdA è diffuso ed equilibrato per assicurare che tutti gli interessi siano ascoltati, ma nessuno sia predominante.
9. Acquisizioni espansionistiche. I CLT non si concentrano su un unico progetto localizzato in una singola particella di terreno.  Si impegnano ad un programma di acquisizione e sviluppo attivo, mirato ad espandere le proprietà terriere del CLT e la fornitura di alloggi a buon mercato (ed altri tipi di edifici) sotto la gestione del CLT.  Le proprietà di un CLT sono di rado concentrate in un singolo angolo di una comunità.  Tendono, invece, ad essere sparse nell'area coperta dal servizio del CLT, indistinguibili da altri alloggi di proprietà nello stesso quartiere.
10. Sviluppo flessibile. C'è enorme variabilità nei tipi di progetti perseguiti dal CLT e nei ruoli svolti nel loro sviluppo. Molti CLTs fanno sviluppo con il proprio personale.  Altri delegano lo sviluppo a partner con o senza fini di lucro, limitando i propri sforzi all'assembramento del territorio e alla preservazione della disponibilità economica di tutte le strutture situate su di esso.  Alcuni CLT si concentrano su un singolo tipo e proprietà di abitazioni, come case indipendenti di proprietà. Altri CLT traggono il massimo vantaggio dalla flessibilità unica del modello.  Essi sviluppano alloggi di molti tipi, o più in generale, si concentrano sullo sviluppo globale della comunità, intraprendendo una gamma diversificata di progetti residenziali e commerciali.  CLT in tutto il paese hanno costruito (o acquisito, riabilitato, e rivenduto) case unifamiliari, appartamenti su due piani, condomini, cooperative, ostelli, edifici residenziali multi-unità, e campi caravan. CLTs hanno creato strutture per esercizi commerciali di quartiere, organizzazioni senza scopo di lucro, e agenzie di servizio sociale. CLT hanno fornito i siti per orti comunitari e miniparchi. La terra è l'ingrediente comune. Il CLT è il filo sociale, che li collega tutti.

### Libri
- Antonio Vercellone - Il Community Land Trust, Autonomia privata, conformazione della proprietà, distribuzione della rendita urbana Archiviato l'11 luglio 2020 in Internet Archive. - Giuffrè Francis Lefebvre (2020)
- John Emmeus Davis et al., On common ground. International Perspectives on the Community Land Trust. - Terra Nostra Press (2020)
- Verena Lenna, The project of property as emancipation. A Community Land Trust in Brussels, IUAV - KU Leuven (2019)
- John Emmeus Davis, The Community Land Trust Reader, Lincoln Institute of Land Policy (2010)
- Robert Swann et al.,The Community Land Trust: A Guide to a New System of Land Tenure in America (1972)

### Siti web
- http://www.cltnetwork.org National Community Land Trust Network
- https://web.archive.org/web/20070203135657/http://www.burlingtonassociates.com/resources/ CLT Resource Center
- http://smallisbeautiful.org/clts.html Archiviato il 10 luglio 2010 in Internet Archive. E. F. Schumacher Society con informazioni sui CLT
- http://smallisbeautiful.org/cltdirectory.html Archiviato il 10 luglio 2010 in Internet Archive. Database nazionale dei CLT.
- http://sfclt.org The San Francisco Community Land Trust
- http://www.getahome.org Champlain Housing Trust, un trust nel nordovest del Vermont.
- http://www.mncltc.org Minnesota Community Land Trust Coalition
- http://www.nclt.org The Northern California Land Trust, il CLT più grande della California
- https://web.archive.org/web/20110116102723/http://www.londoncitizensclt.co.uk/ Il primo CLT del Regno Unito, a Londra
- https://www.syndikat.org/en/ Il Mietshäuser Syndikat in Germania è un modello di gestione immobiliare che vincola l'uso collettivo perpetuo

### Articoli e saggi
- Community Land Trusts: An Introduction, Tom Peterson
- "Burlington Busts the Affordable Housing Debate" Discussione sul programma di CLT a Burlington, Vermont.
- Community Land Trusts: un approccio autogestionario alla casa Archiviato il 15 luglio 2020 in Internet Archive., Tom Wetzel